# Kermana imbuta
Kermana imbuta är en insektsart som först beskrevs av Walker 1867.  Kermana imbuta ingår i släktet Kermana och familjen bärfisar. Inga underarter finns listade i Catalogue of Life.